# Théorème de Descartes (géométrie)
 (novembre 2016).
Si vous disposez d'ouvrages ou d'articles de référence ou si vous connaissez des sites web de qualité traitant du thème abordé ici, merci de compléter l'article en donnant les références utiles à sa vérifiabilité et en les liant à la section « Notes et références ».
Pour l’article homonyme, voir Théorème de Descartes (algèbre).

Cercles tangents. Soient trois cercles tangents entre eux (noirs), quel peut être le rayon d'un quatrième cercle tangent à ceux-ci ? Il existe généralement deux réponses. Les nombres sont les courbures des cercles.

En géométrie, le théorème de Descartes, découvert par René Descartes, établit une relation entre quatre cercles tangents entre eux. Il peut être utilisé pour construire les cercles tangents à trois cercles donnés tangents deux à deux.

## Histoire
Les problèmes géométriques concernant des cercles tangents sont très anciens. En Grèce antique, trois siècles avant Jésus-Christ, Apollonius de Perga a consacré un livre entier à ce sujet ; malheureusement ce livre, Les Contacts, a disparu. La construction d'un cercle tangent à trois cercles donnés (le plus difficile des problèmes qui figurait dans ce livre) est souvent appelé Problème d'Apollonius. Regiomontanus en a donné une solution algébrique au XVe siècle mais ne croyait pas possible l'existence d'une solution géométrique, François Viète en a proposé la restauration à Adrien Romain, qui en a donné une solution bâtie sur des intersections d'hyperboles. Cette joute est l'occasion pour Viète de montrer la supériorité de son algèbre nouvelle par la publication de Apollonius Gallus. La grande finesse de Viète s'y montre à plein et Michel Chasles découvrira dans cet ouvrage les prémices de l'inversion plane.
René Descartes parle brièvement du problème en 1643, en considérant contrairement à ces prédécesseurs le cas de cercles mutuellement tangents, dans une lettre adressée à la princesse Élisabeth de Bohême à qui il avait soumis le problème,. Il a fourni essentiellement la même solution que celle donnée dans la formule ci-dessous, c'est pourquoi son nom a été donné au théorème.
Philip Beecroft, un mathématicien amateur, découvre en 1842 que les configurations de quatre cercles mutuellement tangents apparaissent en paires duales ayant les mêmes points de contact et en déduit une démonstration de la relation de Descartes.
Émile Lemoine donne une solution géométrique du problème, minimale dans son système de mesure des constructions.
Frederick Soddy redécouvre la formule en 1936, d'où le nom de formule de Soddy-Descartes donné parfois à cette formule. Les cercles solutions de l'équation sont appelés cercles de Soddy. Ils sont parfois connus sous le nom de kissing circles, peut-être parce que Soddy a choisi d'éditer sa version du théorème sous forme de poésie intitulée The Kiss precise, qui a été imprimé dans Nature le 20 juin 1936. Soddy a également étendu le théorème aux sphères. Une solution géométrique est détaillée ici.

## Définition de la courbure
Le théorème de Descartes s'énonce simplement en utilisant la courbure des cercles. La courbure d'un cercle est définie par {\displaystyle k=\pm 1/r}, où r est son rayon. Plus le cercle est grand, plus sa courbure est petite, et vice versa.
Le signe plus dans {\displaystyle k=\pm 1/r} s'utilise pour un cercle qui est tangent extérieurement aux autres cercles, comme les trois cercles noirs dans la figure ci-dessus. Dans le cas d'un cercle tangent intérieurement, comme le grand cercle rouge dans la figure, on utilise le signe moins.

## Le théorème de Descartes
Si quatre cercles tangents entre eux ont pour courbure {\displaystyle k_{i}} (pour i = 1…4), le théorème de Descartes énonce,,, :
{\displaystyle (k_{1}+k_{2}+k_{3}+k_{4})^{2}=2\,(k_{1}^{2}+k_{2}^{2}+k_{3}^{2}+k_{4}^{2}).}
Une démonstration rapide datant de 2022 utilise le fait que le tétraèdre formé par les centres des quatre cercles a un volume donné par le déterminant de Cayley-Menger égal à 0.

## Cercles de Soddy

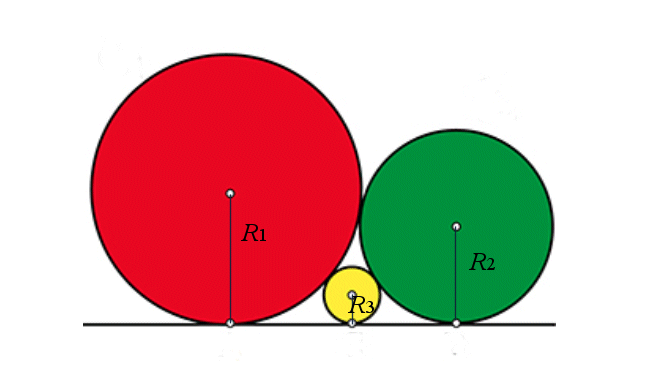
Célèbre sangaku de la préfecture de Gumma de 1824. La relation demandée est justement, ce qui est la relation de Descartes.

L'équation (1), vue comme une équation du second degré en {\displaystyle k_{4}}, permet d’obtenir la courbure des cercles tangents à trois cercles donnés tangents deux à deux :
{\displaystyle k_{4}=k_{1}+k_{2}+k_{3}\pm 2{\sqrt {k_{1}k_{2}+k_{2}k_{3}+k_{3}k_{1}}}.}

Le signe ± indique qu'il existe deux cercles solutions : ce sont les cercles de Soddy ; les deux courbures de ces cercles sont reliés par {\displaystyle k_{4}+k'_{4}=2(k_{1}+k_{2}+k_{3})} ; on en déduit que si quatre de ces cinq courbures sont entières, la cinquième l'est aussi.

Un des cercles est remplacé par une droite (courbure nulle) : le théorème de Descartes s'applique toujours.
Les nombres indiqués sont les courbures des cercles.

## Cas particulier
Si l'un des trois cercles est remplacé par une droite, la courbure {\displaystyle k_{3}} (par exemple) est nulle. Ainsi l'équation (2), nous donne :
{\displaystyle k_{4}=k_{1}+k_{2}\pm 2{\sqrt {k_{1}k_{2}}}} ce qui s'écrit aussi : {\displaystyle {\sqrt {k}}_{4}=|{\sqrt {k}}_{1}\pm {\sqrt {k}}_{2}|}.
Le théorème de Descartes ne s'applique pas lorsque plus d'un cercle est remplacé par une droite.
Le théorème ne s'applique pas non plus lorsque plus d'un cercle est tangent intérieurement, par exemple dans le cas de trois cercles imbriqués tangents en un point.

## Théorème complexe de Descartes
Afin de définir un cercle complètement, il faut connaitre non seulement son rayon (ou sa courbure), mais aussi son centre. Une relation similaire à celle de Descartes mais faisant aussi intervenir les centres (sous forme complexe {\displaystyle z=x+\mathrm {i} y})  des quatre cercles mutuellement tangents n'a été découverte qu'en 2001. Elle est connue maintenant sous le nom de théorème complexe de Descartes.
Quatre cercles de courbures {\displaystyle k_{i}} et de centres d'affixes {\displaystyle z_{i}} (pour i = 1…4) sont reliés par la relation :
{\displaystyle (k_{1}z_{1}+k_{2}z_{2}+k_{3}z_{3}+k_{4}z_{4})^{2}=2\,(k_{1}^{2}z_{1}^{2}+k_{2}^{2}z_{2}^{2}+k_{3}^{2}z_{3}^{2}+k_{4}^{2}z_{4}^{2}).}
Une fois {\displaystyle k_{4}} trouvée via la relation (2), on peut calculer {\displaystyle z_{4}} en réécrivant la relation (4) sous une forme semblable à celle de la relation (2). Il y aura en général de nouveau deux solutions pour {\displaystyle z_{4}}, correspondant aux deux solutions pour {\displaystyle k_{4}}.

## Démonstration par Beecroft de la relation de Descartes, et configuration associée.

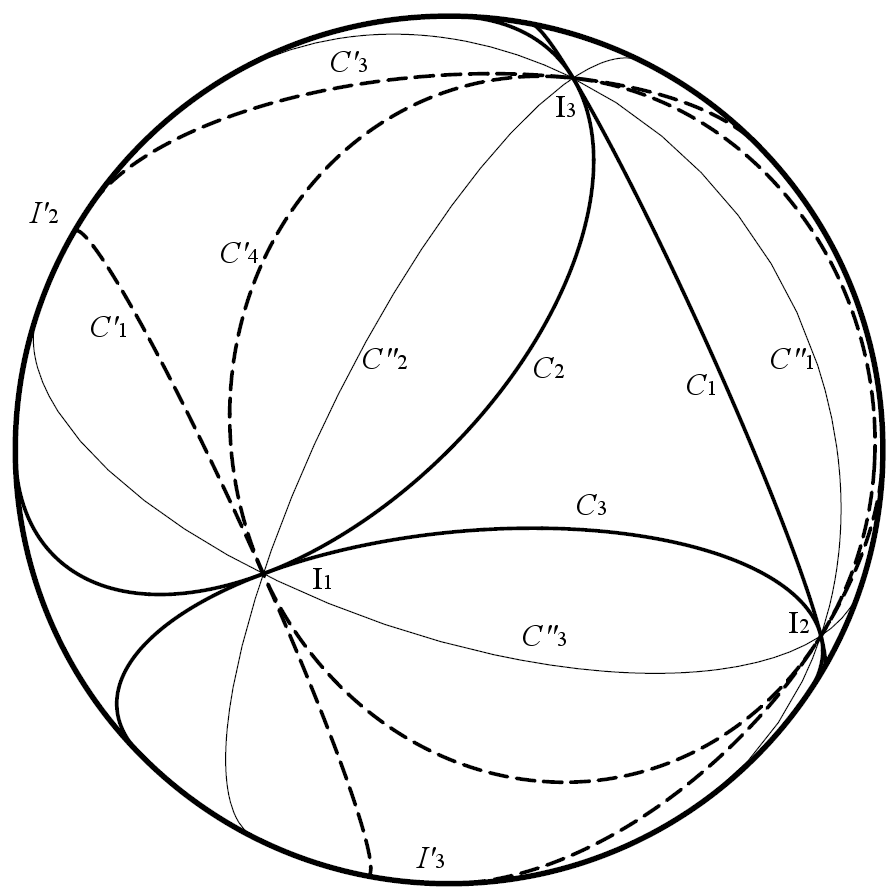
Les quatre cercles mutuellement tangents, les quatre cercles, et les trois cercles sur la sphère (barres supérieures non indiquées sur la figure).

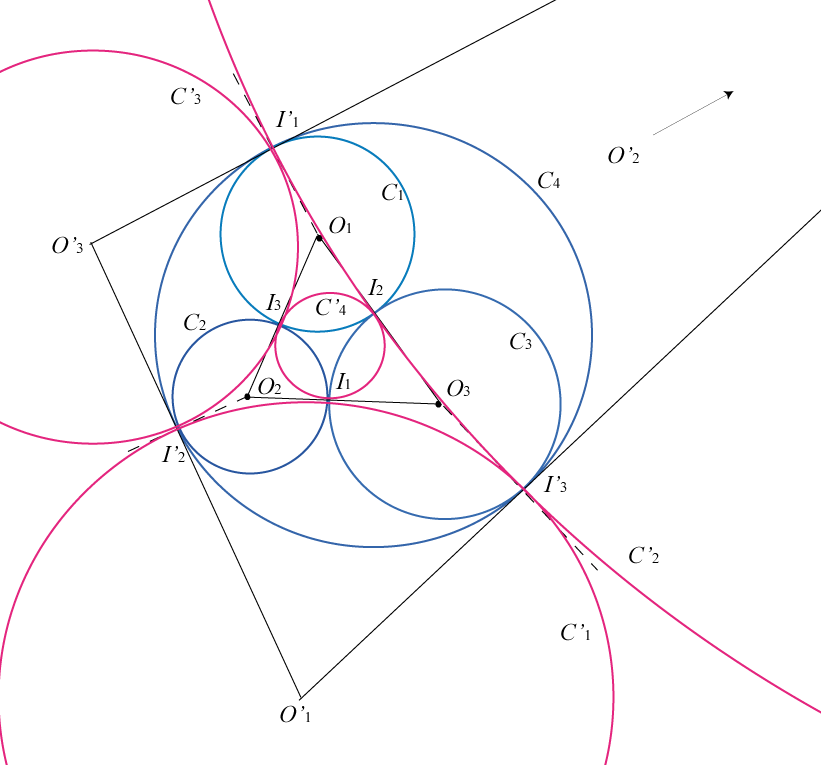
Configuration de Beecroft.
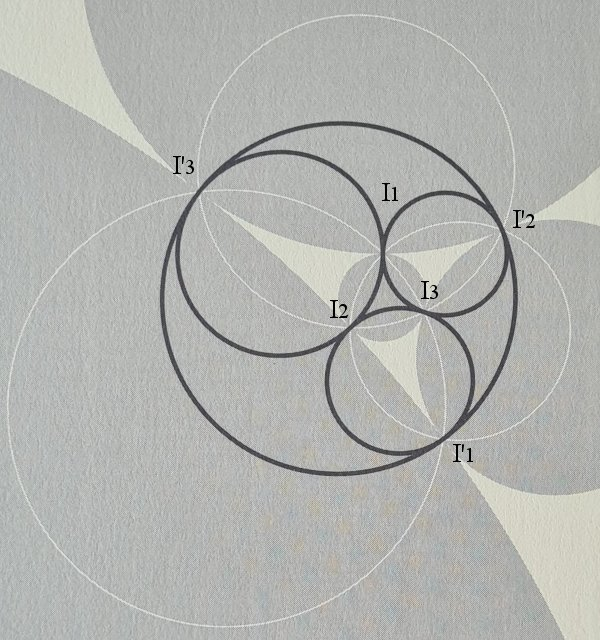
Vue des quatre cercles tangents {\displaystyle C_{i}} en noir, des quatre cercles tangents {\displaystyle C'_{i}} grisés, et des trois cercles orthogonaux {\displaystyle C''_{i}} blancs.

Étant donné trois cercles mutuellement tangents extérieurement {\displaystyle C_{1},C_{2},C_{3}} de centres {\displaystyle O_{1},O_{2},O_{3}}, et {\displaystyle C_{4}} le cercle minimum qui les englobe, de centre {\displaystyle O_{4}} non tracé sur la figure, on note {\displaystyle I_{k}} le point de contact de {\displaystyle C_{i}} avec {\displaystyle C_{j}} ({\displaystyle \{i,j,k\}=\{1,2,3\}}), et {\displaystyle I'_{i}} le point de contact de {\displaystyle C_{i}} avec {\displaystyle C_{4}}. On note {\displaystyle C'_{i}} le cercle passant par {\displaystyle I'_{j},I_{i},I'_{k}}, {\displaystyle O'_{i}} son centre, et {\displaystyle C'_{4}} le cercle passant par {\displaystyle I_{1},I_{2},I_{3}}.
On a alors les résultats démontrés par Beecroft, complétés par Soland, suivants,,, :
1) Les cercles {\displaystyle C'_{i}} sont mutuellement tangents, {\displaystyle I'_{k}} est le point de contact de {\displaystyle C'_{i}} avec {\displaystyle C'_{j}}, et {\displaystyle I_{i}} le point de contact de {\displaystyle C'_{i}} avec {\displaystyle C'_{4}}.
{\displaystyle C_{4}} est le cercle inscrit dans le triangle {\displaystyle O'_{1}O'_{2}O'_{3}}, {\displaystyle C'_{4}} le cercle inscrit dans le triangle {\displaystyle O_{1}O_{2}O_{3}}, {\displaystyle C'_{i}} le cercle exinscrit associé à {\displaystyle O_{4}} dans le triangle {\displaystyle O_{4}O_{j}O_{k}}, et {\displaystyle C_{i}} le cercle inscrit dans le triangle {\displaystyle (O'_{4}O'_{j}O'_{k})}.
On note {\displaystyle r_{i}} le rayon algébrique de {\displaystyle C_{i}}, {\displaystyle k_{i}=1/r_{i}} sa courbure algébrique, {\displaystyle r'_{i}} le rayon algébrique de {\displaystyle C'_{i}}, et {\displaystyle k'_{i}=1/r'_{i}} sa courbure algébrique.

2) Les huit courbures vérifient les relations de Descartes : {\displaystyle \left(\sum _{k=1}^{4}k_{i}\right)^{2}=2\sum _{k=1}^{4}{k_{i}}^{2}} et {\displaystyle \left(\sum _{k=1}^{4}k'_{i}\right)^{2}=2\sum _{k=1}^{4}{k'_{i}}^{2}}.
3) On a l'égalité {\displaystyle {\frac {1}{4}}\sum _{k=1}^{4}k_{i}={\frac {1}{4}}\sum _{k=1}^{4}k'_{i}=k} et les courbures des {\displaystyle C_{i}} sont reliées à celle des {\displaystyle C'_{i}} par les relations {\displaystyle k={\frac {1}{2}}(k_{i}+k'_{i})}.
4) Si on pose, pour {\displaystyle \{i,j,k\}=\{1,2,3\}}, {\displaystyle \alpha _{i}={\frac {1}{4}}(k_{i}-k_{j}-k_{k}+k_{4})}, les huit courbures sont paramétrées par :
{\displaystyle {\begin{cases}k_{i}=k+\alpha _{i}-\alpha _{j}-\alpha _{k},&k'_{i}=k-\alpha _{i}+\alpha _{j}+\alpha _{k}\\k_{4}=k+\alpha _{1}+\alpha _{2}+\alpha _{3},&k'_{4}=k-\alpha _{1}-\alpha _{2}-\alpha _{3}\end{cases}}}.
La relation de Descartes s'écrit alors : {\displaystyle k^{2}=\alpha _{1}^{2}+\alpha _{2}^{2}+\alpha _{3}^{2}}.
5) Géométriquement, le nombre {\displaystyle {\sqrt {2}}\alpha _{i}} est la courbure du cercle {\displaystyle C''_{i}} passant par les points de contact cocycliques {\displaystyle I_{j},I_{k},I'_{j},I'_{k}} pour {\displaystyle \{i,j,k\}=\{1,2,3\}}.
Les trois cercles {\displaystyle C''_{1},C''_{2},C''_{3}}, deux à deux orthogonaux, déterminent la configuration des huit cercles {\displaystyle C_{i}} et {\displaystyle C'_{i}}.
6) Sur la sphère {\displaystyle \mathbb {S} ^{2}} d'équation {\displaystyle x_{1}^{2}+x_{2}^{2}+x_{3}^{2}=1}, on marque les six points d'intersection avec les axes {\displaystyle {\overline {I_{i}}}:x_{i}=1,x_{j}=x_{k}=0,{\overline {I'_{i}}}:x_{i}=-1,x_{j}=x_{k}=0} formant un octaèdre régulier.
Les trois grands cercles orthogonaux deux à deux intersections avec les plans de coordonnées {\displaystyle x_{i}=0} sont notés {\displaystyle {\overline {C''_{i}}}}, et les cercles circonscrits aux faces de l'octaèdre sont :
{\displaystyle {\overline {C_{i}}}} circonscrit à {\displaystyle {\overline {I'_{i}}}{\overline {I_{j}}}{\overline {I_{k}}}}, {\displaystyle {\overline {C_{4}}}} circonscrit à {\displaystyle {\overline {I'_{1}}}{\overline {I'_{2}}}{\overline {I'_{3}}}}, {\displaystyle {\overline {C'_{i}}}} circonscrit à {\displaystyle {\overline {I_{i}}}{\overline {I'_{j}}}{\overline {I'_{k}}}}, {\displaystyle {\overline {C'_{4}}}} circonscrit à {\displaystyle {\overline {I_{1}}}{\overline {I_{2}}}{\overline {I_{3}}}}. Les quatre cercles {\displaystyle {\overline {C_{i}}}} sont mutuellement tangents, ainsi que les quatre {\displaystyle {\overline {C'_{i}}}}.
Alors, par projection stéréographique sur un plan tangent à la sphère de pôle le point antipodal du point de contact du plan avec la sphère, on obtient quatre cercles {\displaystyle C_{i}}, quatre cercles {\displaystyle C'_{i}} et trois cercles {\displaystyle C''_{i}} du type de la configuration de départ, et on obtient ainsi toutes les configurations possibles.